# 阿尔布瓦
阿尔布瓦（法語：Arbois，法語發音：[aʁbwa]），法国东部城市，勃艮第-弗朗什-孔泰大区汝拉省的一个市镇，隶属于隆斯勒索涅区，其市镇面积为45.42平方公里，2022年1月1日时人口数量为3,146人，在法国城市中排名第3,516位。
阿尔布瓦位于汝拉省中北部，屈桑斯河畔，是一个区域性的中心城市。阿尔布瓦因同名葡萄酒而闻名，后者是法国首个原产地命名控制。法国生物学家路易·巴斯德曾长期居住于阿尔布瓦，他在此发明了巴斯德消毒法。

## 地名来源
根据当地官方网站的论述，“Arbois”一名包含“ar”和“bos”两个凯尔特语词根，意为“肥沃的土地”。

## 历史

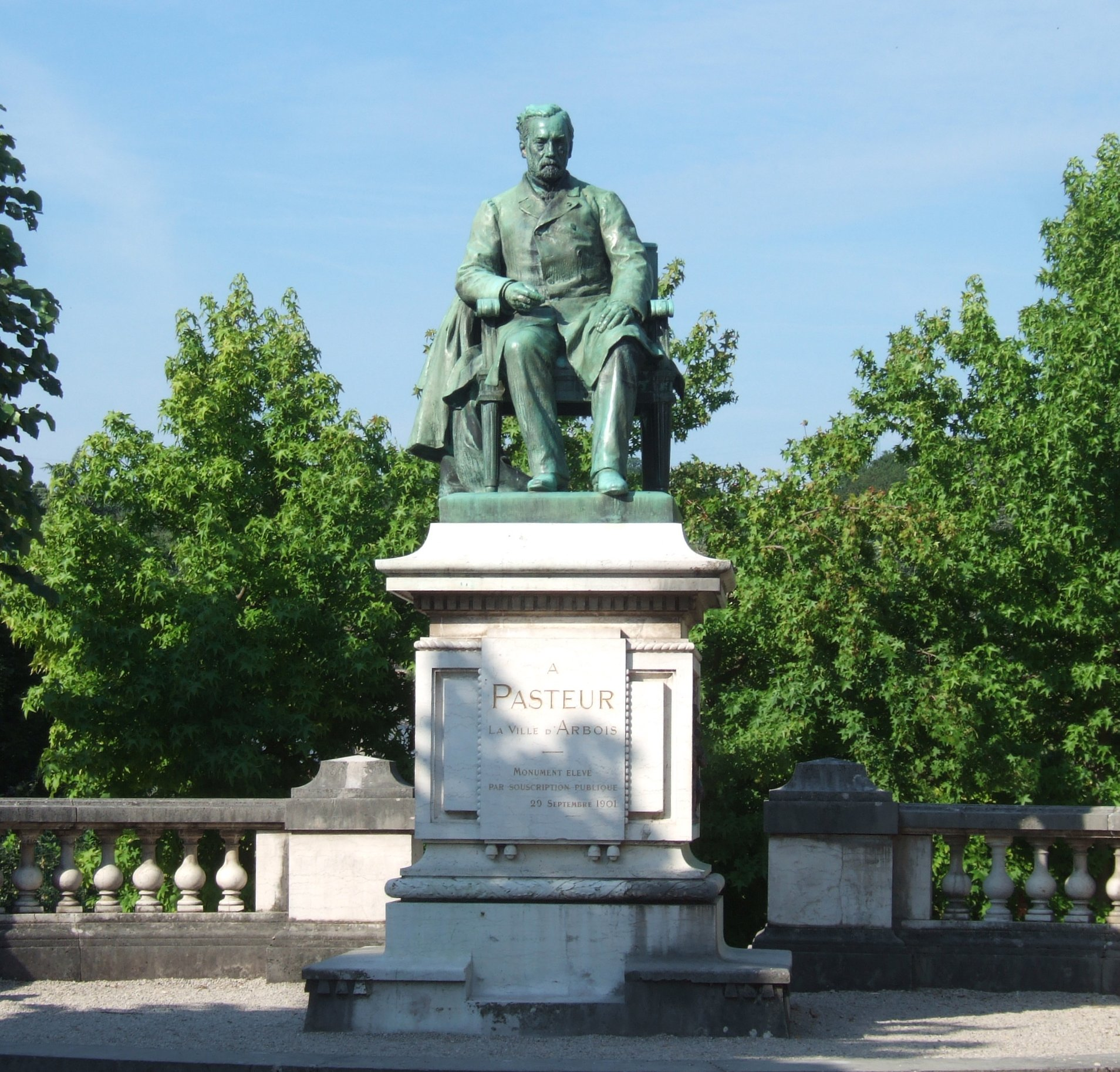
阿尔布瓦镇中心的巴斯德雕像

阿尔布瓦的早期历史尚不清楚，该地在中世纪时曾为勃艮第伯国的一部分。根据当地官方网站的论述，公元13世纪时，阿尔布瓦城市四周兴建了城墙。1295年，腓力四世与奥东四世签订《万塞讷条约》，阿尔布瓦及其所处的勃艮第伯国多个区域被划入法兰西王室。1306年，腓力四世将阿尔布瓦册封给了沙隆-阿尔莱的让一世。中世纪末期，阿尔布瓦的葡萄酒种植业得到发展，当地出现了大批城堡及种植园。16世纪时，阿尔布瓦被哈布斯堡家族继承。1674年3月，路易十四发动阿尔布瓦围城战，此后阿尔布瓦被并入法兰西王国。1774年，阿尔布瓦葡萄酒农选出了14种适合当地气候环境的葡萄品种，此后当地的葡萄酒质量得到明显提高。法国大革命后，阿尔布瓦成为汝拉省的一个市镇。1864年，途径阿尔布瓦的铁路建成通车。法国生物学家路易·巴斯德曾长期居住于阿尔布瓦，他在此发明巴斯德消毒法，使得当地的葡萄酒得在不影响口感的情况下得到完好储存。19世纪末，受根瘤蚜疫情影响，阿尔布瓦的葡萄酒种植业受到严重破坏，当地人口数量亦有所下降。1936年5月15日，阿尔布瓦葡萄酒成为法国首个获得原产地命名控制标志的产品。1986年，阿尔布瓦获得“汝拉葡萄酒之都”（Capitale des vins du Jura）的称号。法国文化部于2014年将阿尔布瓦葡萄酒列入非物质文化遗产申报名单。
在行政区划方面，阿尔布瓦在2001至2016年间为阿尔布瓦市镇公共社区的办公驻地。

## 地理

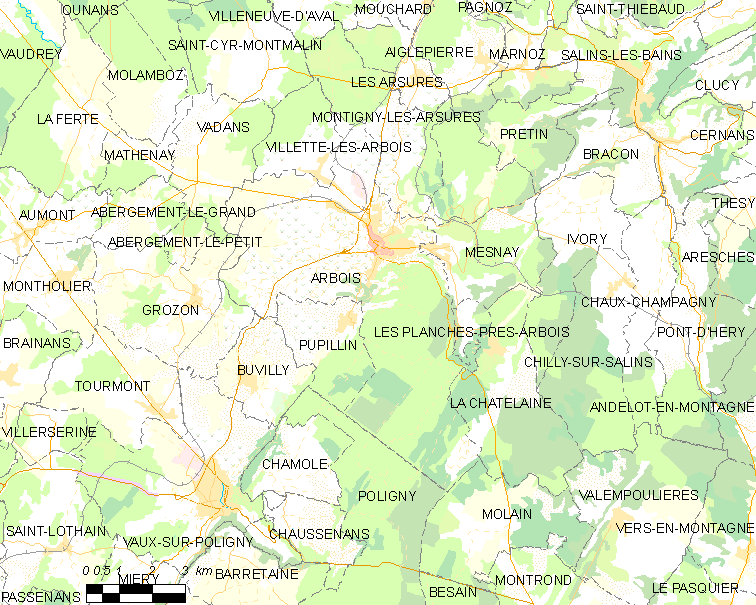
阿尔布瓦市镇范围地图

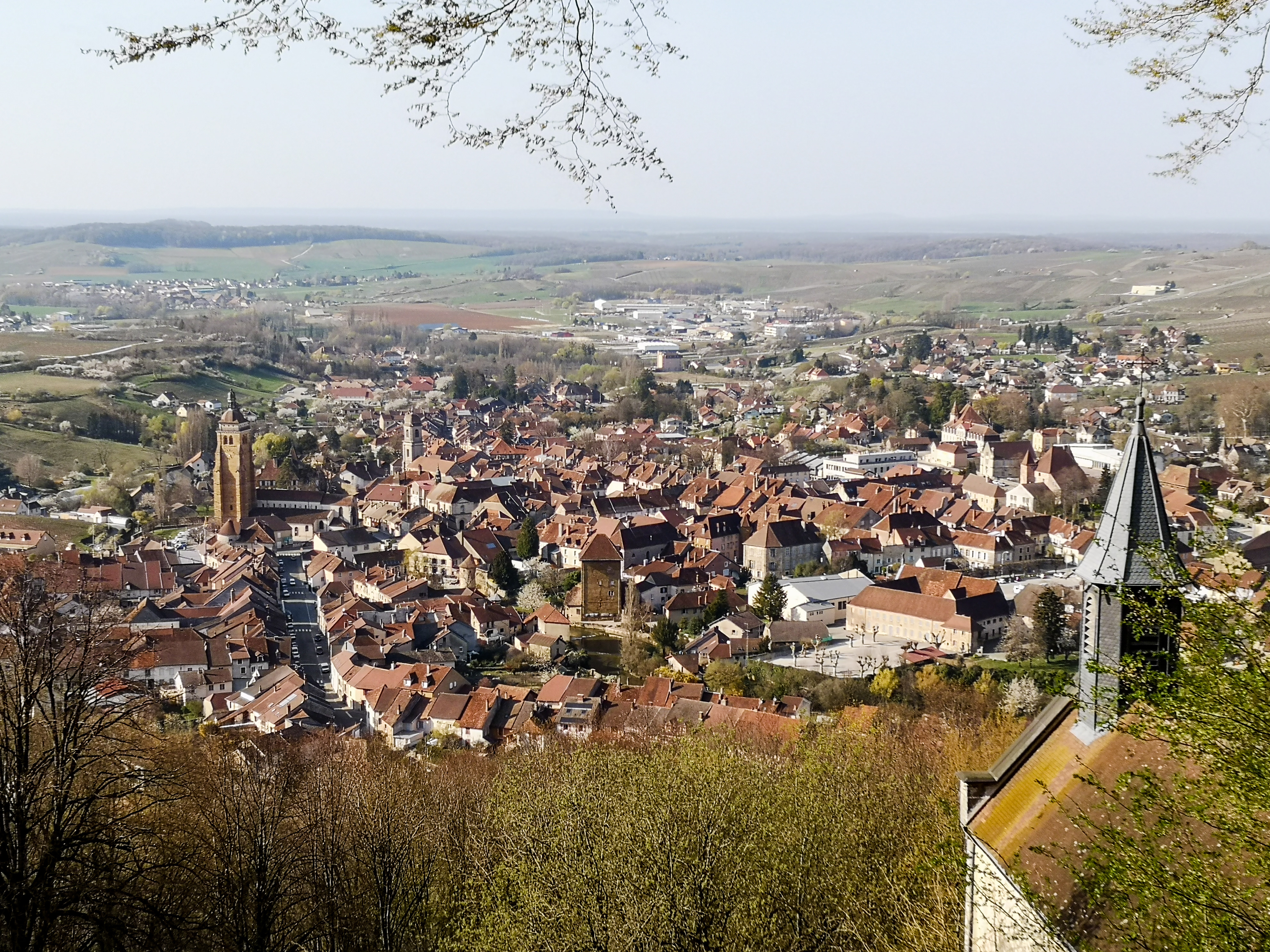
远眺阿尔布瓦市区全景

阿尔布瓦位于法国东部，勃艮第-弗朗什-孔泰大区东南部和汝拉省中北部，距离省会隆斯勒索涅大约39公里。与阿尔布瓦接壤的市镇包括：艾格勒皮埃尔、比维利、拉沙特莱讷、格罗宗、梅奈、莫兰、蒙蒂尼莱萨叙尔、阿尔布瓦附近莱普朗什、普勒坦、皮皮兰、波利尼、瓦当和维莱特莱萨尔布瓦。

### 地形
阿尔布瓦位于隆斯勒索涅高原北部，境内以丘陵为主，市镇中心位于一处河谷地带，东南和东北两侧为起伏明显山地，西侧为相对平缓的丘陵及浅丘，市镇最西端地势较平坦，全境海拔在246到613米之间。

### 水文
屈桑斯河自东向西蜿蜒流经阿尔布瓦镇中心，该河及其支流沿途多勒屈莱地貌。

### 植被
阿尔布瓦属于温带阔叶混交林区，林地多分布于河流附近及坡地地带，市区西部的丘陵地带为葡萄酒种植园区。
在鲜花城市的评比中，阿尔布瓦被评为2星级鲜花城市。

### 气候
阿尔布瓦在柯本气候分类法中属于带有大陆性气候特征的温带海洋性气候（Cfb）。
阿尔布瓦境内设有一处常年气象站，以下为该气象站的数据（其中日照数据取自多勒气象站）：
| 阿尔布瓦 1981年－2019年 | 阿尔布瓦 1981年－2019年 | 阿尔布瓦 1981年－2019年 | 阿尔布瓦 1981年－2019年 | 阿尔布瓦 1981年－2019年 | 阿尔布瓦 1981年－2019年 | 阿尔布瓦 1981年－2019年 | 阿尔布瓦 1981年－2019年 | 阿尔布瓦 1981年－2019年 | 阿尔布瓦 1981年－2019年 | 阿尔布瓦 1981年－2019年 | 阿尔布瓦 1981年－2019年 | 阿尔布瓦 1981年－2019年 | 阿尔布瓦 1981年－2019年 |
| 月份                    | 1月                     | 2月                     | 3月                     | 4月                     | 5月                     | 6月                     | 7月                     | 8月                     | 9月                     | 10月                    | 11月                    | 12月                    | 全年                    |
| ----------------------- | ----------------------- | ----------------------- | ----------------------- | ----------------------- | ----------------------- | ----------------------- | ----------------------- | ----------------------- | ----------------------- | ----------------------- | ----------------------- | ----------------------- | ----------------------- |
| 历史最高温 °C（°F）     | 18 (64)                 | 21 (70)                 | 27 (81)                 | 29 (84)                 | 33 (91)                 | 38 (100)                | 40 (104)                | 39.5 (103.1)            | 34 (93)                 | 30 (86)                 | 24 (75)                 | 21.5 (70.7)             | 40 (104)                |
| 平均高温 °C（°F）       | 5.5 (41.9)              | 7.1 (44.8)              | 11.4 (52.5)             | 15.1 (59.2)             | 19.5 (67.1)             | 23 (73)                 | 25.6 (78.1)             | 25.2 (77.4)             | 20.9 (69.6)             | 16.2 (61.2)             | 9.9 (49.8)              | 6.3 (43.3)              | 15.5 (59.9)             |
| 日均气温 °C（°F）       | 2.4 (36.3)              | 3.5 (38.3)              | 7.2 (45.0)              | 10.3 (50.5)             | 14.5 (58.1)             | 17.7 (63.9)             | 20.2 (68.4)             | 19.8 (67.6)             | 16 (61)                 | 12.1 (53.8)             | 6.4 (43.5)              | 3.4 (38.1)              | 11.1 (52.0)             |
| 平均低温 °C（°F）       | −0.6 (30.9)             | 0 (32)                  | 2.9 (37.2)              | 5.4 (41.7)              | 9.6 (49.3)              | 12.5 (54.5)             | 14.7 (58.5)             | 14.4 (57.9)             | 11.1 (52.0)             | 8 (46)                  | 3 (37)                  | 0.4 (32.7)              | 6.8 (44.2)              |
| 历史最低温 °C（°F）     | −22 (−8)                | −21 (−6)                | −16 (3)                 | −5 (23)                 | −1 (30)                 | 1 (34)                  | 4 (39)                  | 5 (41)                  | 0 (32)                  | −4.5 (23.9)             | −9.5 (14.9)             | −16 (3)                 | −22 (−8)                |
| 平均降水量 mm（）       | 94.3 (3.71)             | 87.1 (3.43)             | 95.5 (3.76)             | 101.5 (4.00)            | 131.1 (5.16)            | 102.2 (4.02)            | 99.7 (3.93)             | 96.6 (3.80)             | 111.3 (4.38)            | 129.7 (5.11)            | 121.6 (4.79)            | 116.2 (4.57)            | 1,286.8 (50.66)         |
| 月均日照時數            | 53.8                    | 65.5                    | 173.5                   | 255.5                   | 152.8                   | 145.5                   | 258.8                   | 234.4                   | 210.8                   | 164.4                   | 49.8                    | 44.6                    | 1,809.4                 |
| 来源：infoclimat.fr     |                         |                         |                         |                         |                         |                         |                         |                         |                         |                         |                         |                         |                         |

## 行政区划
阿尔布瓦的市镇编号为39013，邮政编号为39600。
在行政管理方面，阿尔布瓦隶属于法国勃艮第-弗朗什-孔泰大区汝拉省隆斯勒索涅区；在地方选举方面，阿尔布瓦是阿尔布瓦县的中央投票站所在地，其市镇范围全境被划入汝拉省第三选区；在社会管理方面，阿尔布瓦是阿尔布瓦-波利尼-萨兰汝拉之心市镇公共社区的组成部分。
截至2024年10月，阿尔布瓦市镇范围内暂无任何城市敏感街区及城市政策优先街区。
法国国家统计与经济研究所（简称“INSEE”）在进行数据统计时，将阿尔布瓦及相邻的另外一个市镇设为阿尔布瓦城市核心区（Unité urbaine d'Arbois），未将阿尔布瓦划入任何城市区（Aire urbaine）。自2020年起，阿尔布瓦被划入包含16个市镇的阿尔布瓦城市辐射区。此外，INSEE还将阿尔布瓦市镇整体看作一个“块区”（IRIS），以便于统计人口分布情况。

## 交通

### 公路
法国国道N83线和汝拉省省道D14线、D53线、D54线、D94线、D107线、D107E线、D107E1线、D246线和D469线在阿尔布瓦境内交汇。勃艮第-弗朗什-孔泰大区城际客运（商业名称为“Mobigo”）下属的城际客运312线经停阿尔布瓦，可通往多勒。
| 7 | 21 |

| 隆斯勒索涅 | 38 |

| 波利尼 | 11 |

| 穆沙尔 | 9 |

2021年，65.1%的阿尔布瓦家庭拥有至少一辆私人汽车。2022年，阿尔布瓦境内共发生各类交通事故5起，造成1人遇难，5人受伤，其中2人重伤。

### 铁路

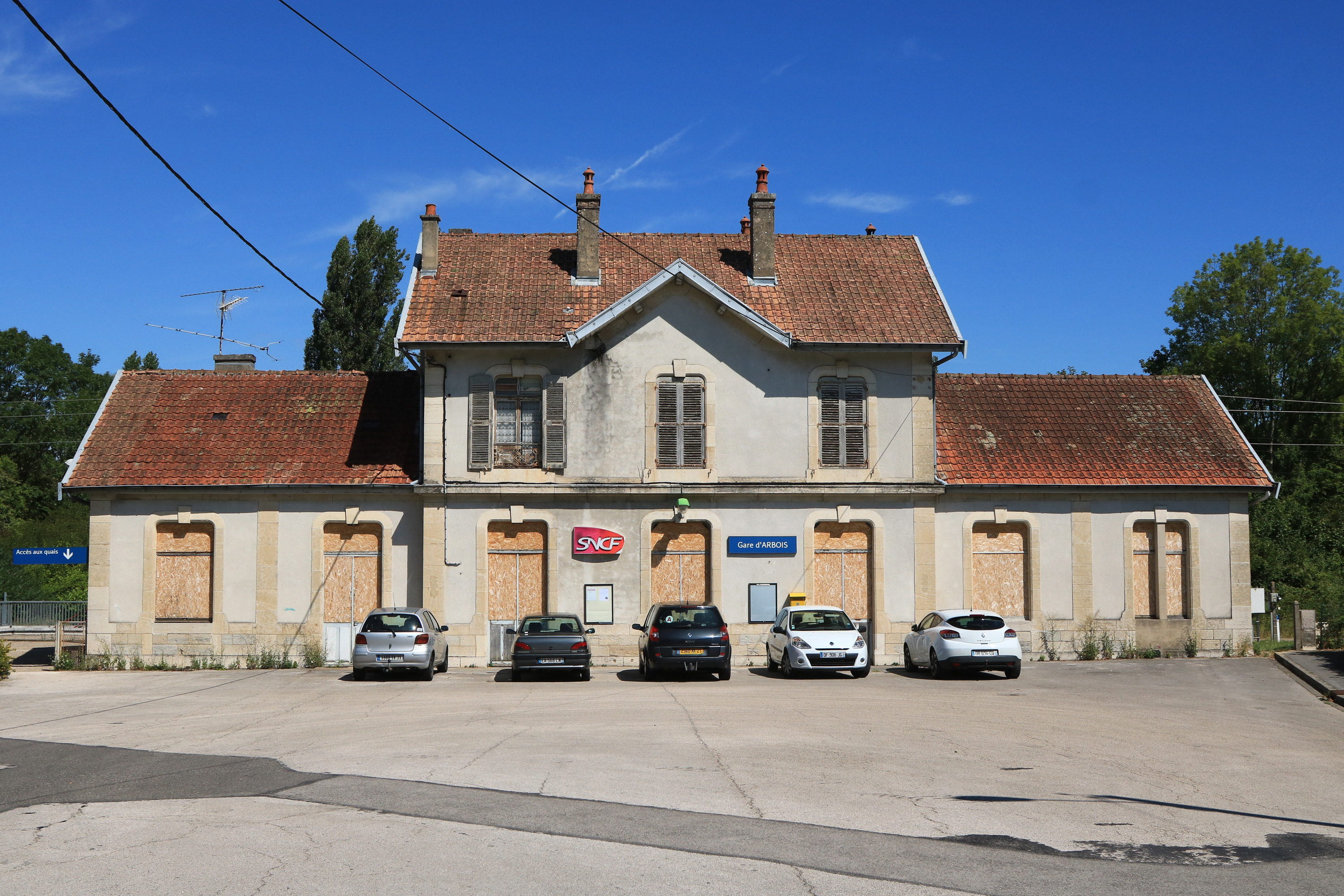
阿尔布瓦火车站

阿尔布瓦位于穆沙尔—布雷斯地区布尔格铁路上。阿尔布瓦站位于市区西北部，停靠往返于贝桑松和里昂一线的区域列车，部分班次可直通贝尔福。

### 航空
阿尔布瓦距离多勒机场的公路里程大约35公里。

### 城市公共交通
截至2024年10月，阿尔布瓦暂无城市公共交通系统。

## 政治

### 市政内阁

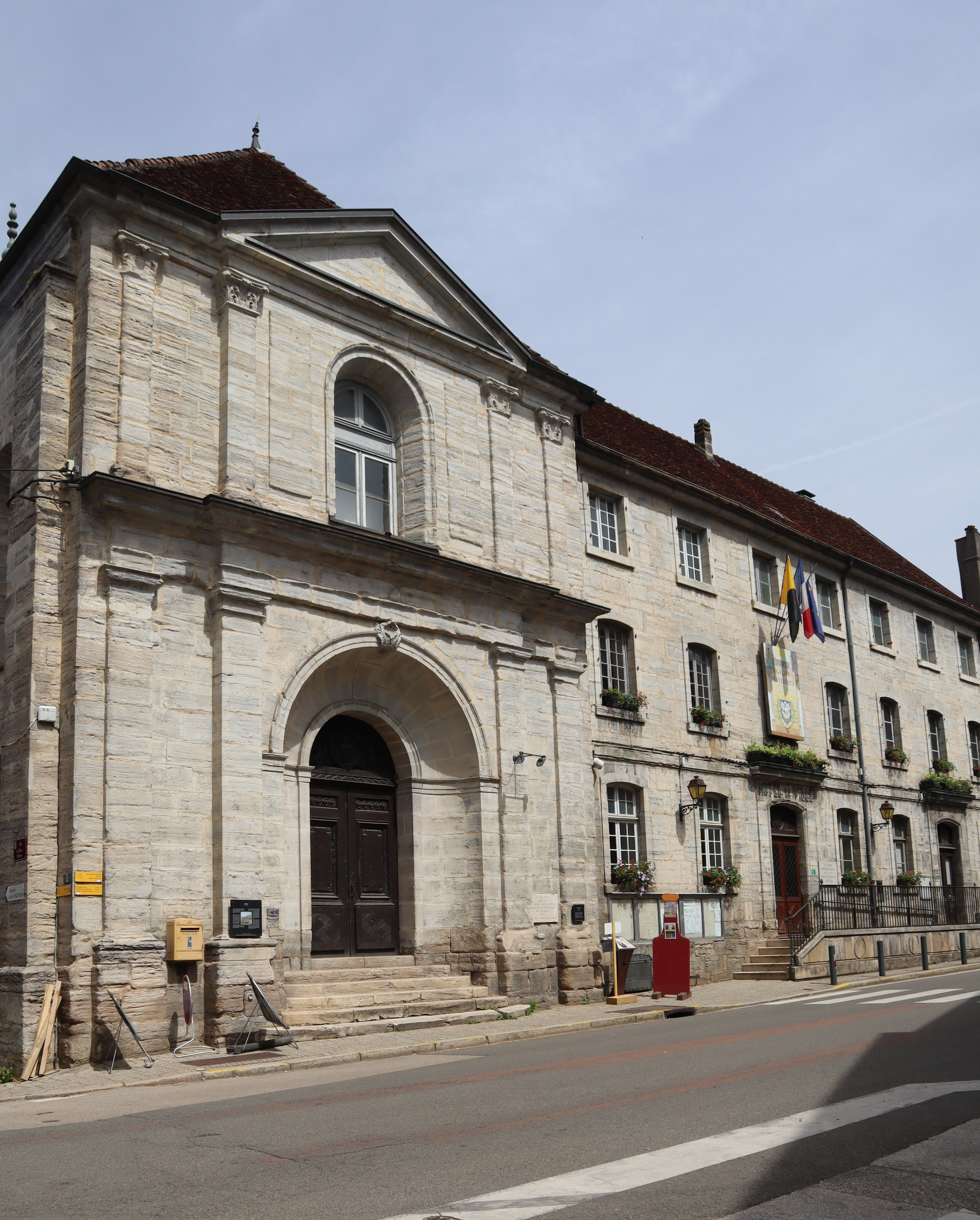
阿尔布瓦市政厅

阿尔布瓦的现任市长为瓦莱丽·德皮埃尔女士（Valérie DEPIERRE），她是一名左翼无党派人士，在2020年的市政选举中获得了52.45%的支持率。
| 阿尔布瓦历届市长 | 阿尔布瓦历届市长                 | 阿尔布瓦历届市长                 |
| 任期             | 市长                             | 党派                             |
| ---------------- | -------------------------------- | -------------------------------- |
| 1947年－1965年   | Marcel POUX 马塞尔·普            | RPF法国人民联盟 →UNR新共和国联盟 |
| 1965年－1971年   | Marcelle BOCAT 玛塞勒·博卡       | 不详                             |
| 1971年－1977年   | Constant CHAUVIN 康斯坦·肖万     | PS社会党                         |
| 1977年－1983年   | Jean-Pierre BOCAT 让-皮埃尔·博卡 | RPR保衛共和聯盟                  |
| 1983年－1989年   | Constant CHAUVIN 康斯坦·肖万     | PS社会党                         |
| 1989年－2000年   | Jean-Pierre BOCAT 让-皮埃尔·博卡 | RPR保衛共和聯盟                  |
| 2000年－2008年   | Raymond PAGE 雷蒙·帕日           | RPR保衛共和聯盟 →UMP人民运动联盟 |
| 2008年－2020年   | Bernard AMIENS 贝尔纳·阿米安     | UDI民主人士和独立人士联盟        |
| 2020年－         | Valérie DEPIERRE 瓦莱丽·德皮埃尔 | GS世代·s →DVG左翼无党派人士      |

### 各级选举
| 阿尔布瓦历届投票选举结果 | 阿尔布瓦历届投票选举结果 | 阿尔布瓦历届投票选举结果 | 阿尔布瓦历届投票选举结果       | 阿尔布瓦历届投票选举结果       | 阿尔布瓦历届投票选举结果 | 阿尔布瓦历届投票选举结果       | 阿尔布瓦历届投票选举结果       | 阿尔布瓦历届投票选举结果 | 阿尔布瓦历届投票选举结果 |
| 选举项目                 | 选举范围                 | 选区单位                 | 选区单位内的选举结果           | 选区单位内的选举结果           | 选区单位内的选举结果     | 选区单位内的选举结果           | 选区单位内的选举结果           | 选区单位内的选举结果     | 参考资料                 |
| 选举项目                 | 选举范围                 | 选区单位                 | 第一轮胜出者                   | 第一轮胜出者                   | 支持率                   | 第二轮胜出者                   | 第二轮胜出者                   | 支持率                   | 参考资料                 |
| ------------------------ | ------------------------ | ------------------------ | ------------------------------ | ------------------------------ | ------------------------ | ------------------------------ | ------------------------------ | ------------------------ | ------------------------ |
| 2017年法國總統選舉       | 法國                     | 市镇                     |                                | 让-吕克·梅朗雄                 | 26.23%                   |                                | 埃马纽埃尔·马克龙              | 72.89%                   | [ 26 ]                   |
| 2017年法国立法选举       | 汝拉省第三选区           | 市镇                     |                                | 让-马里·塞尔米耶               | 32.43%                   |                                | 让-马里·塞尔米耶               | 52.59%                   | [ 26 ]                   |
| 2019年欧洲议会选举       | 法國                     | 市镇                     |                                | 纳塔莉·卢瓦索                  | 25.74%                   | （不适用）                     | （不适用）                     | （不适用）               | [ 28 ]                   |
| 2021年法国省级选举       |                          | 县                       |                                | 玛丽-克里斯蒂娜·肖万 勒内·莫兰 | 57.11%                   |                                | 玛丽-克里斯蒂娜·肖万 勒内·莫兰 | 53.24%                   | [ 29 ] [ 30 ]            |
| 2021年法国省级选举       | 市镇                     |                          | 玛丽-克里斯蒂娜·肖万 勒内·莫兰 | 56.95%                         |                          | 玛丽-克里斯蒂娜·肖万 勒内·莫兰 | 53.55%                         |                          | [ 29 ] [ 30 ]            |
| 2021年法国大区选举       |                          | 市镇                     |                                | 玛丽-吉特·迪费                 | 34.15%                   |                                | 玛丽-吉特·迪费                 | 49.64%                   | [ 31 ]                   |
| 2022年法国总统选举       | 法國                     | 市镇                     |                                | 埃马纽埃尔·马克龙              | 27.48%                   |                                | 埃马纽埃尔·马克龙              | 63.85%                   | [ 26 ]                   |
| 2022年法国立法选举       | 汝拉省第三选区           | 市镇                     |                                | 埃尔韦·普拉                    | 34.26%                   |                                | 朱斯蒂娜·格吕埃                | 54.14%                   | [ 26 ]                   |
| 2024年欧洲议会选举       | 法國                     | 市镇                     |                                | 若尔丹·巴尔代拉                | 25.99%                   | （不适用）                     | （不适用）                     | （不适用）               | [ 26 ]                   |
| 2024年法国立法选举       | 汝拉省第三选区           | 市镇                     |                                | 埃尔韦·普拉                    | 37.35%                   |                                | 朱斯蒂娜·格吕埃                | 68.47%                   | [ 26 ]                   |

## 人口
2021年，阿尔布瓦市镇人口数量为3,193，在法国排名第3,516位。其中男性1,471人，女性1,722人，75岁及以上人口占15.4%，外籍人口数量为122人，人口密度为70人/平方公里，当地居民被称为（男性）或（女性）。2022年，阿尔布瓦境内出生17人，死亡人口53人。
| 阿尔布瓦1901年－2021年人口变化情况 |
|                                    |
| 数据来源：Cassini、INSEE           |

## 经济
阿尔布瓦是一个区域性的中心城市。截至2024年10月，阿尔布瓦市镇范围内共有各类用人单位（包含自雇）831家，平均历史为20年，其中96.98%为中小型企业（PME），2024年8月至10月间，当地的经济活力指数为0。（工具生产）、（饮品）及（零售）是当地2022年已公布营业额最高的三个企业，分别为51,806,462欧元、15,749,659欧元和13,020,913欧元。

## 财政与居民收入
2022年，阿尔布瓦的财政收入总额为4,337,000欧元，财政支出总额为3,513,060欧元，当年的债务总额为4,547,740欧元。2022年，阿尔布瓦市镇通过增值税获得79,060欧元的收入，此外当地还共获得了433,340欧元的国家直接财政补助。
| 阿尔布瓦居民收入情况                             | 阿尔布瓦居民收入情况 | 阿尔布瓦居民收入情况  | 阿尔布瓦居民收入情况 |
| 内容                                             | 阿尔布瓦             | 法国                  | 统计年份             |
| ------------------------------------------------ | -------------------- | --------------------- | -------------------- |
| 征税家庭总数                                     | 1,537                | 1,081（法国市镇平均） | 2022年               |
| 居民平均月收入                                   | 2,102欧元            | 2,435欧元             | 2022年               |
| 高级职员人均月收入                               | 4,058欧元            | 4,331欧元             | 2021年               |
| 中级职员人均月收入                               | 2,219欧元            | 2,470欧元             | 2021年               |
| 普通职员人均月收入                               | 1,737欧元            | 1,801欧元             | 2021年               |
| 贫困率                                           | 14%                  | 14.5%                 | 2020年               |
| 青壮年（15至64岁）失业率                         | 8.0%                 | 7.4%                  | 2020年               |
| 征税家庭数量占比                                 | 42.4%                | 45.5%                 | 2020年               |
| 家庭年均纳税                                     | 3,268欧元            | 4,393欧元             | 2022年               |
| 资料来源：INSEE、L'Internaute、Le Journal du Net |                      |                       |                      |

## 社会事务

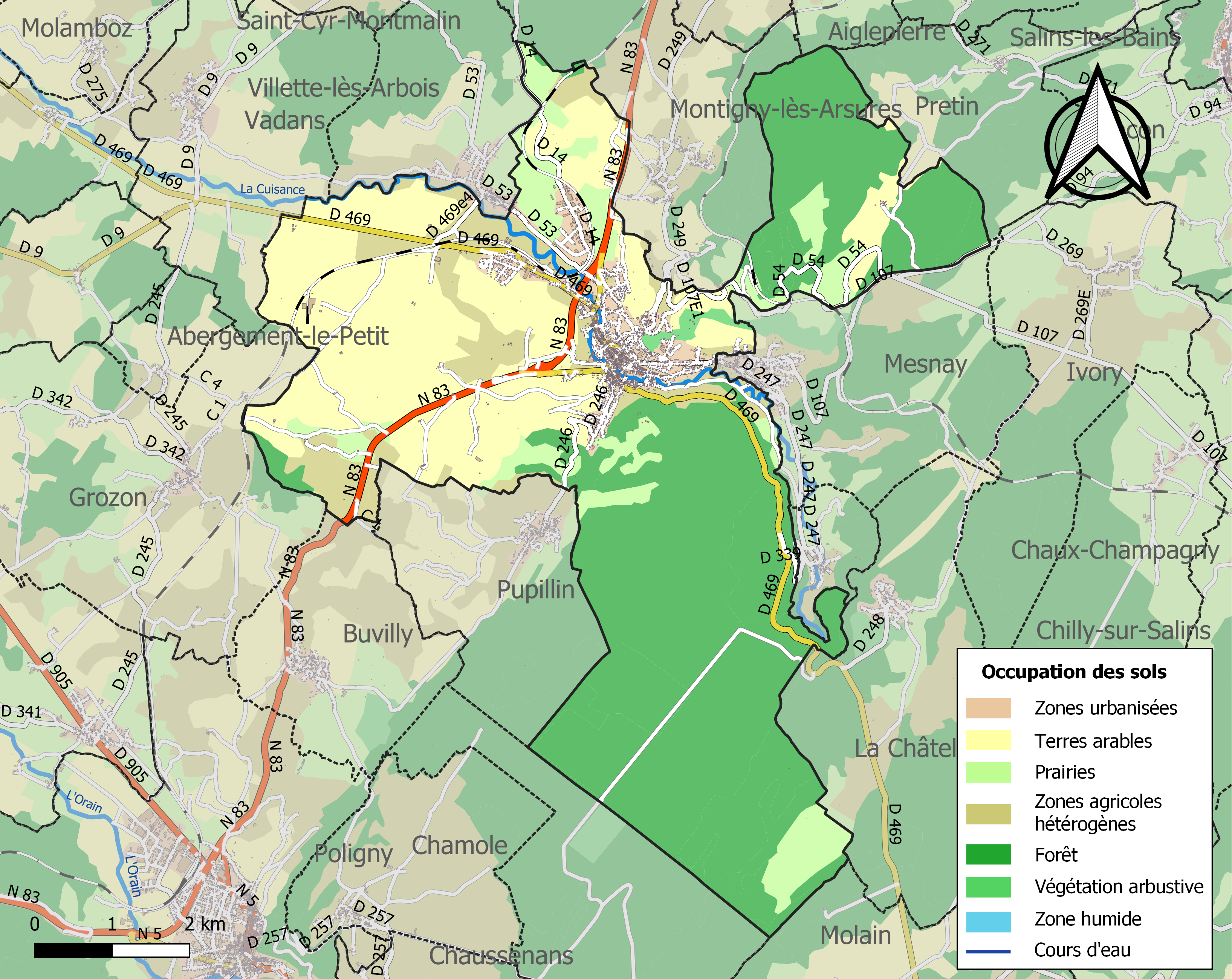
阿尔布瓦土地利用情况地图

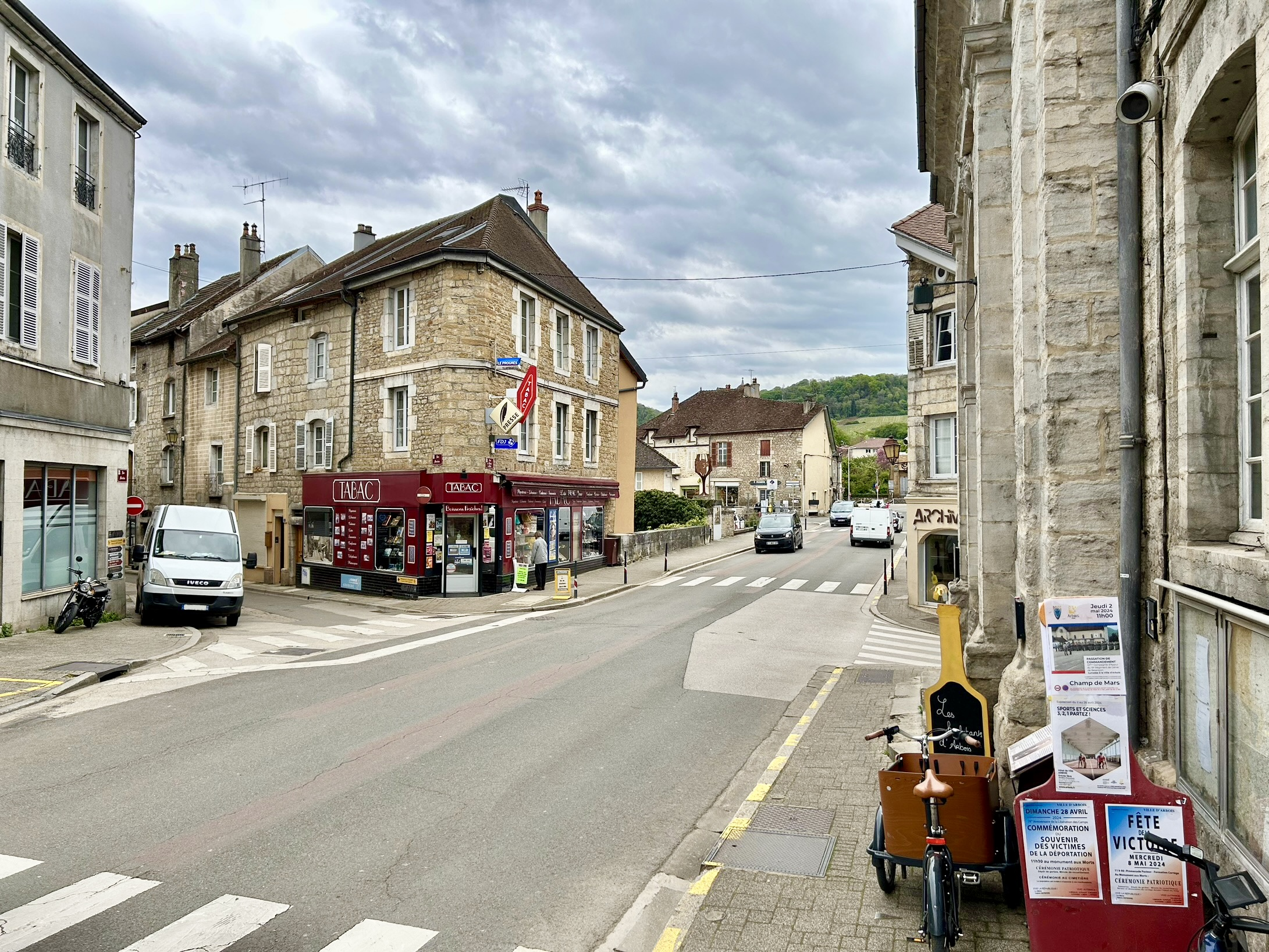
阿尔布瓦镇中心的市府街

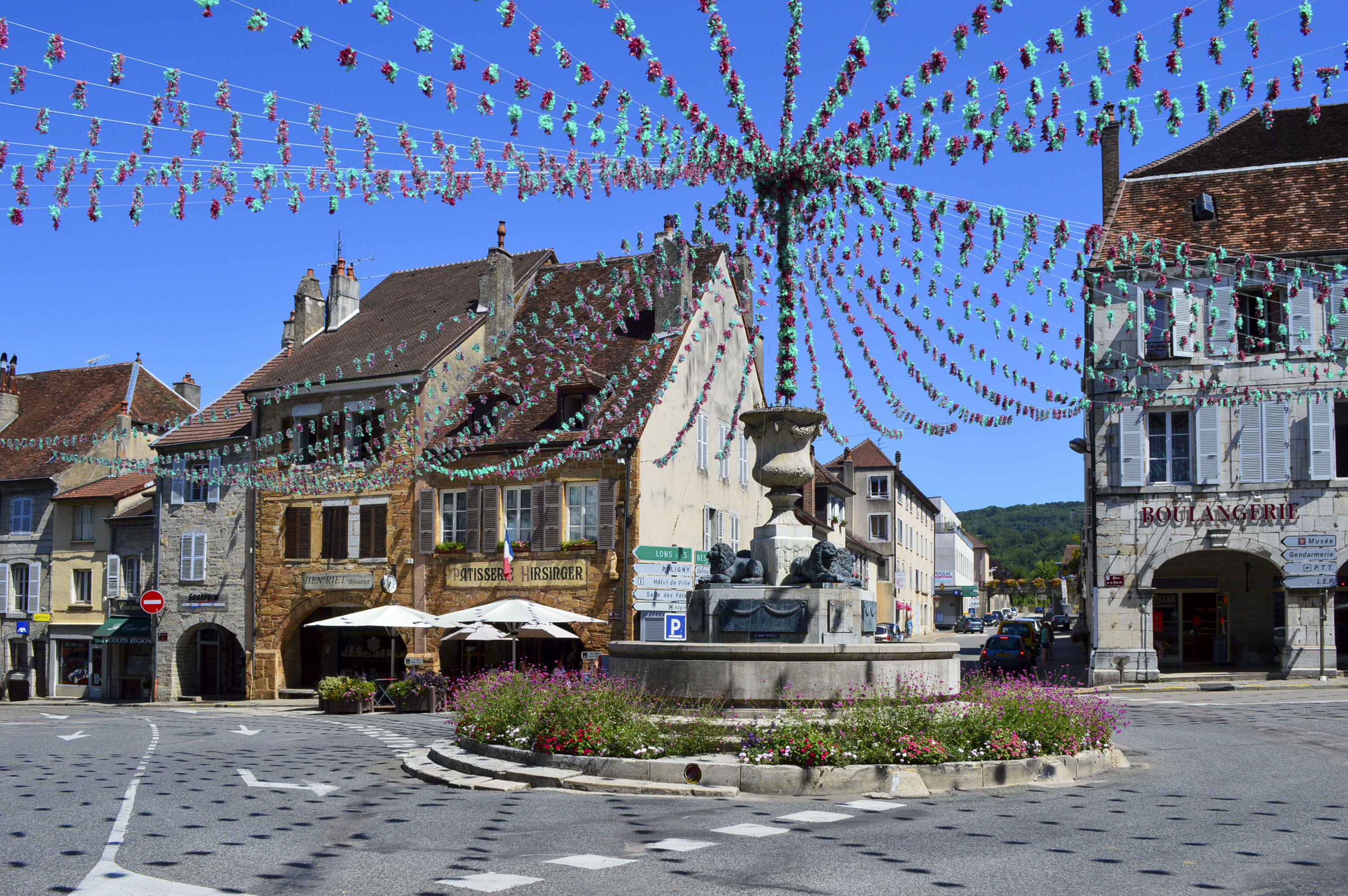
自由广场

### 教育
阿尔布瓦属于贝桑松学区。截至2023年1月1日，阿尔布瓦境内共有2所小学和2所初级中学。2022至2023学年度，阿尔布瓦境内共有在校中等教育阶段学生263名。

### 医疗
截至2023年1月1日，阿尔布瓦境内共有全科医生3名、保健师5名、牙医1名、护士7名、眼科医生1名和助产士1名。境内共有药房3家、养老院1家、残疾人帮扶中心4家。
勒韦尔蒙地区市际中心医院（Centre Hospitalier Intercommunal du Pays du Revermont）成立于2017年，该院在阿尔布瓦市镇范围内设有一家含38个床位的病后康复中心（SSR）。
距离阿尔布瓦最近的综合区域性医疗机构为南汝拉中心医院（Centre Hospitalier Jura Sud），其下属的尚帕尼奥勒医院（Hôpital de Champagnole）位于尚帕尼奥勒，距离阿尔布瓦市区的正常车程大约26分钟，该院设有床位150个。

### 住房
2021年，阿尔布瓦境内共有各类住房2,051套，其中64.4%为独立式住宅，35.4%为集中式住宅。常住房屋占阿尔布瓦市镇范围内居民建筑总量的79.2%。
在住房保障政策方面，2023年，阿尔布瓦境内共有625户家庭获得了家庭津贴补助，受益人数占总人口数量的19.6%，其中310份为房租补助。

### 商业
2021年，阿尔布瓦境内共有各类实体商铺117家，其中餐厅14家、大型超市4家、杂货店1家、面包房6家、肉铺2家、书店2家、银行门店4家、美容美发店8家、汽车维修店9家。阿尔布瓦镇中心西北部建有一家Super U和Aldi超市。

### 体育
2023年，阿尔布瓦境内共有2间体育馆、1座综合体育场、1处网球场以及2处足球或橄榄球场。
截至2024年10月，阿尔布瓦境内共有两家注册足球俱乐部。汝拉金三角足球俱乐部（Triangle d'Or Jura Foot，编号563831）是当地的代表性足球队，其主队2024至2025赛季参加勃艮第-弗朗什-孔泰大区足球联赛丙组（法国第八级别），其主场为市政球场（Stade Municipal）。

### 环境
阿尔布瓦的环境事务由其所属的阿尔布瓦-波利尼-萨兰汝拉之心市镇公共社区联合各级政府协调负责。2021年，阿尔布瓦境内共有1家污染企业。

### 治安
2021年，阿尔布瓦市镇范围内共有1处宪兵队。
阿尔布瓦及其附近的共201个市镇是多勒国家宪兵队（zone gendarmerie de Dole）的管辖范围。2020年，该宪兵队累计记录各类案件2,603起，其中盗窃类案件1,314起，经济类案件404起，毒品交易类案件87起。

## 文化
2023年，阿尔布瓦境内共有3家博物馆。阿尔布瓦境内建有市际图书馆（Bibliothèque intercommunale），每周二至六向公众开放。

### 建筑
阿尔布瓦境内有多处历史建筑，其中圣瑞斯特教堂、佩科尔德城堡、格洛列特塔等为法国国家文物保护单位。

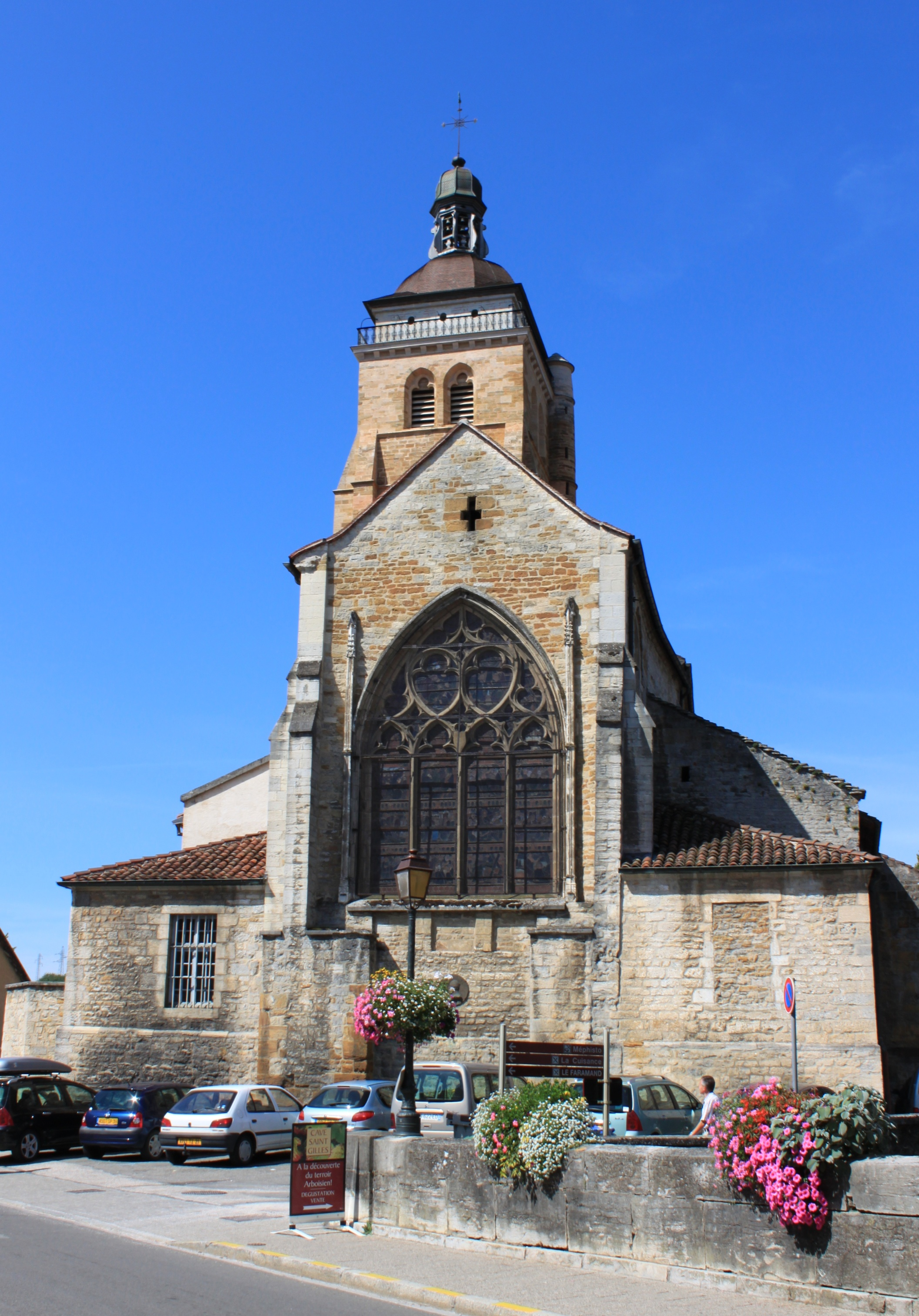
圣瑞斯特教堂（法语：Église Saint-Just d'Arbois）
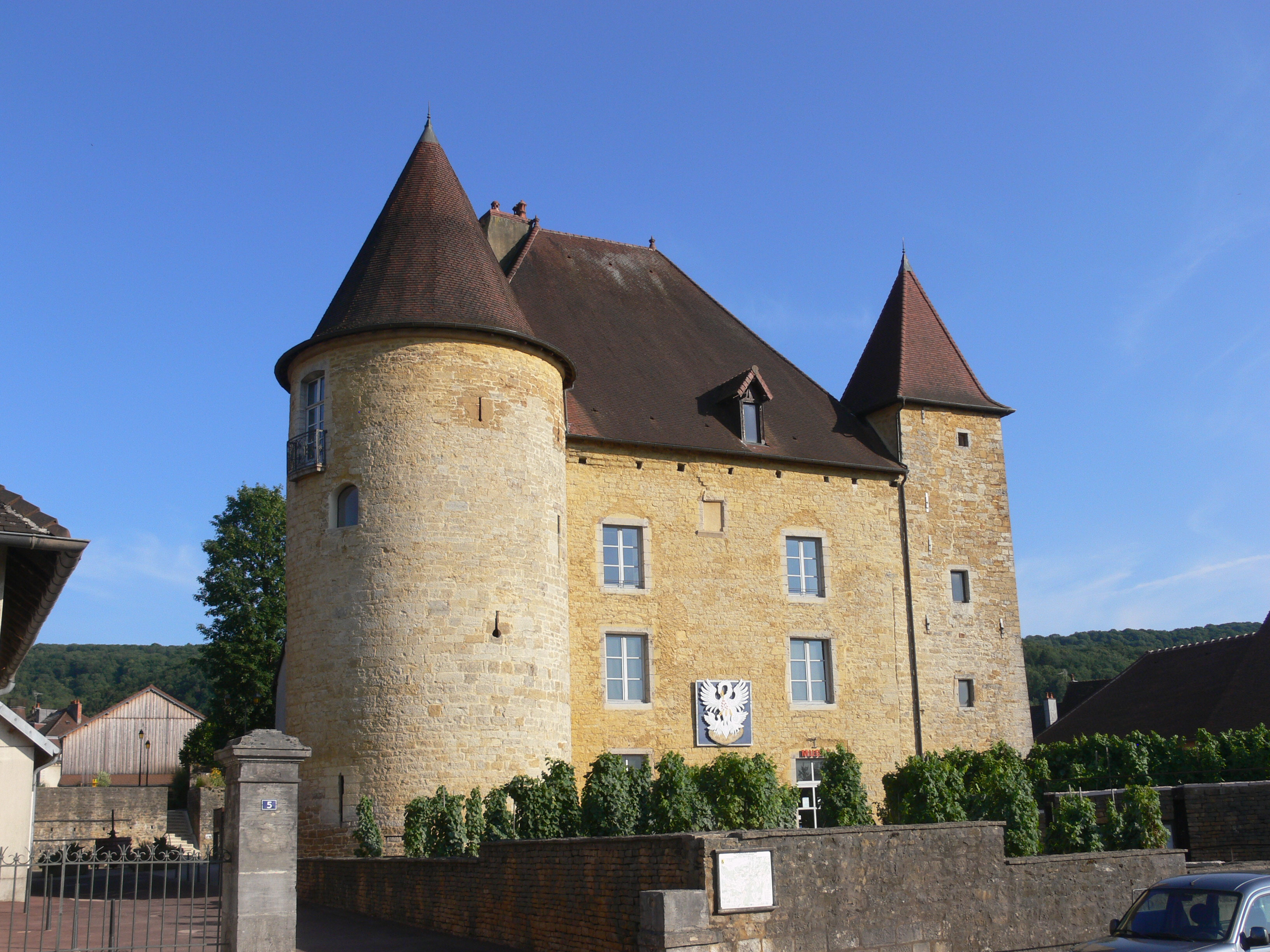
佩科尔德城堡
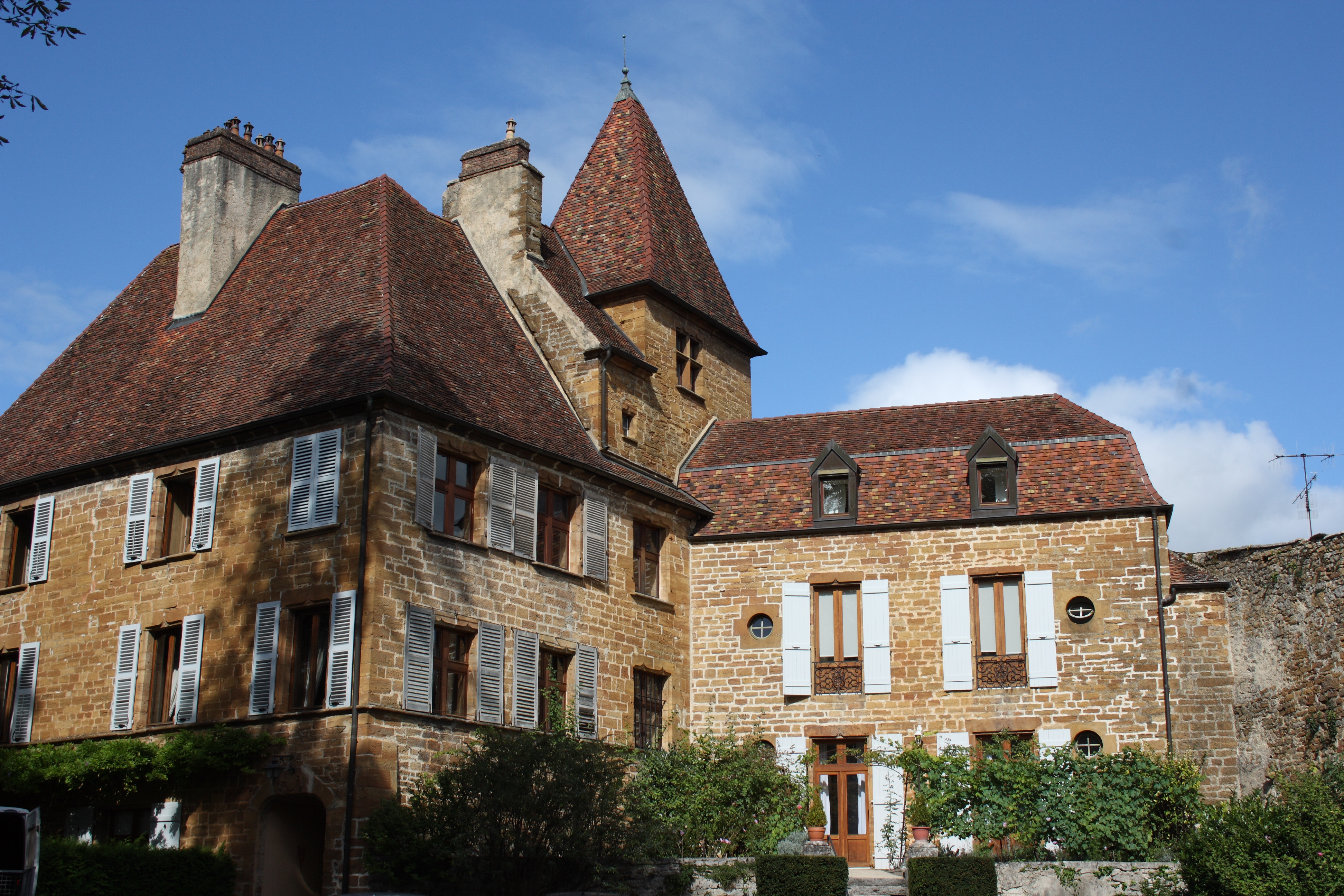
邦唐城堡（法语：Château Bontemps）
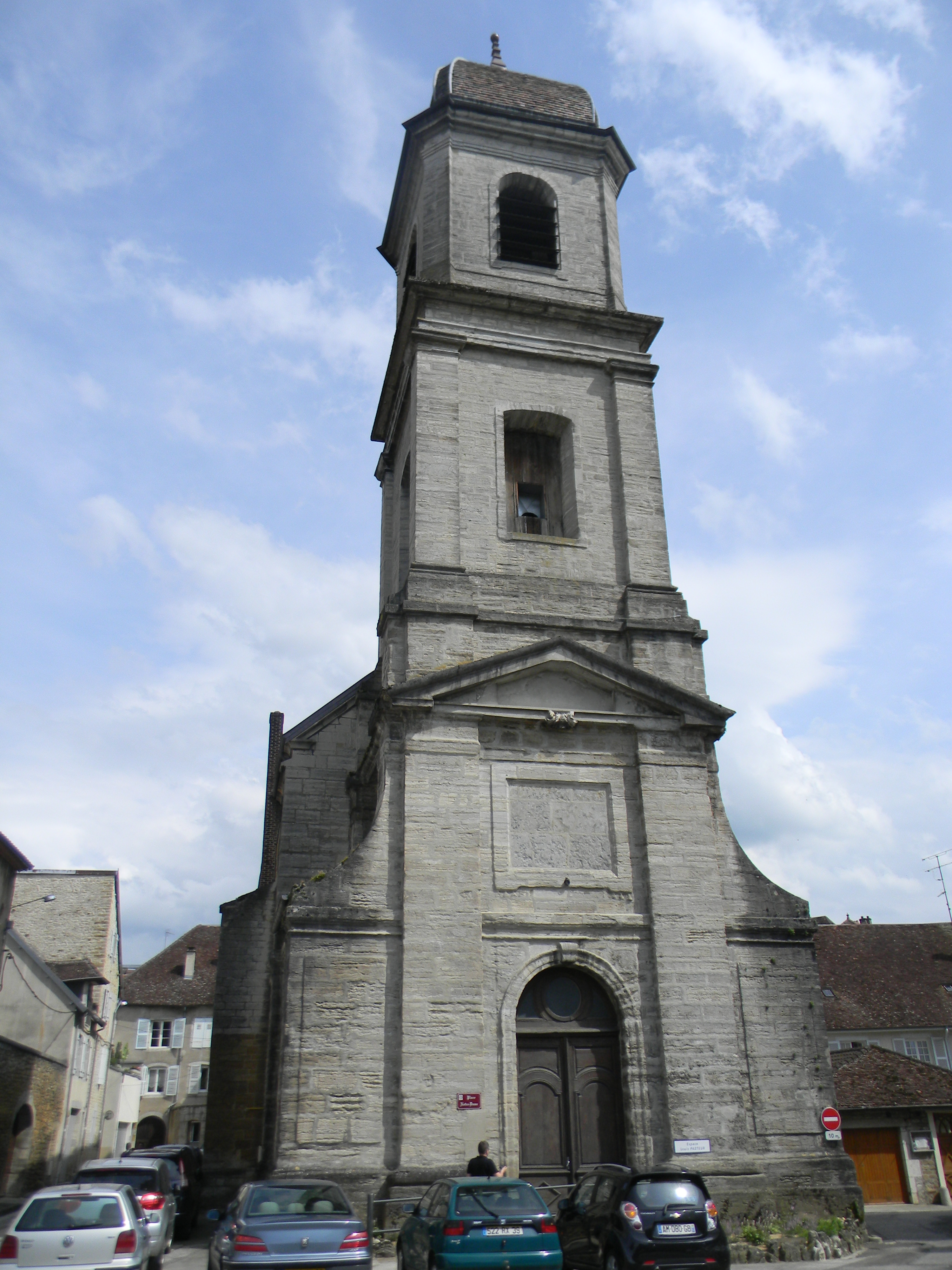
圣母教堂
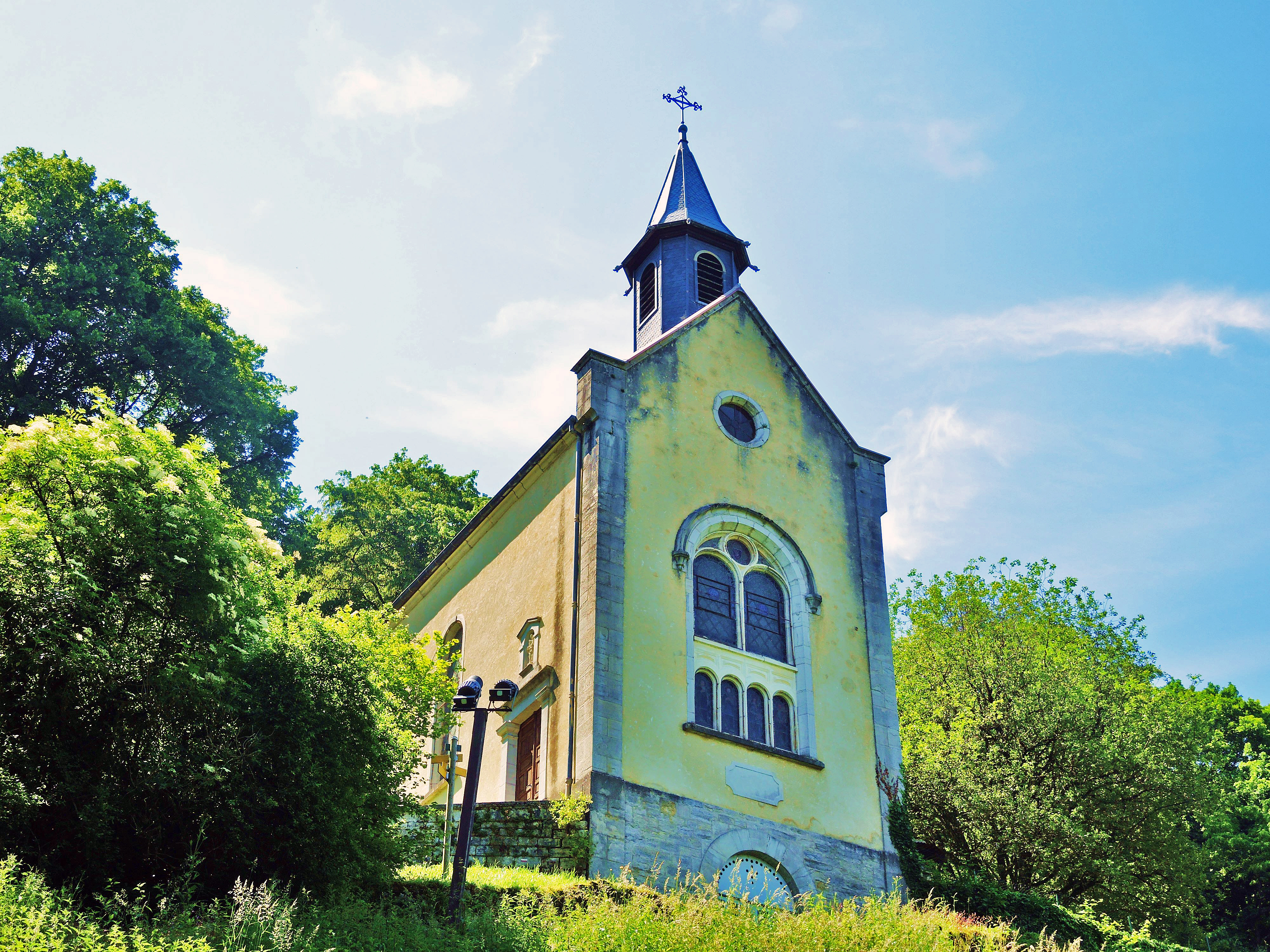
埃尔米塔日圣母小教堂
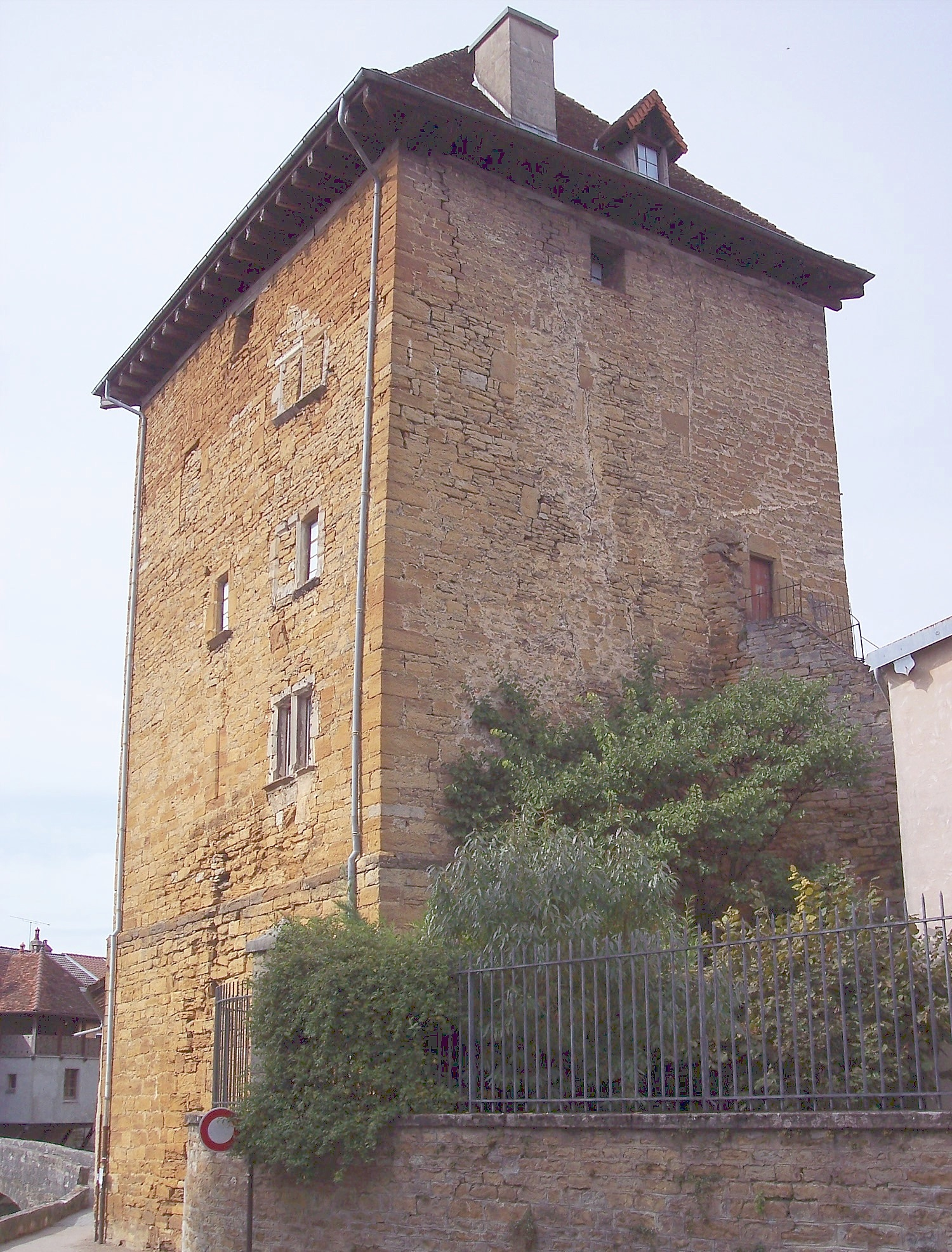
格洛列特塔（法语：Tour Gloriette）
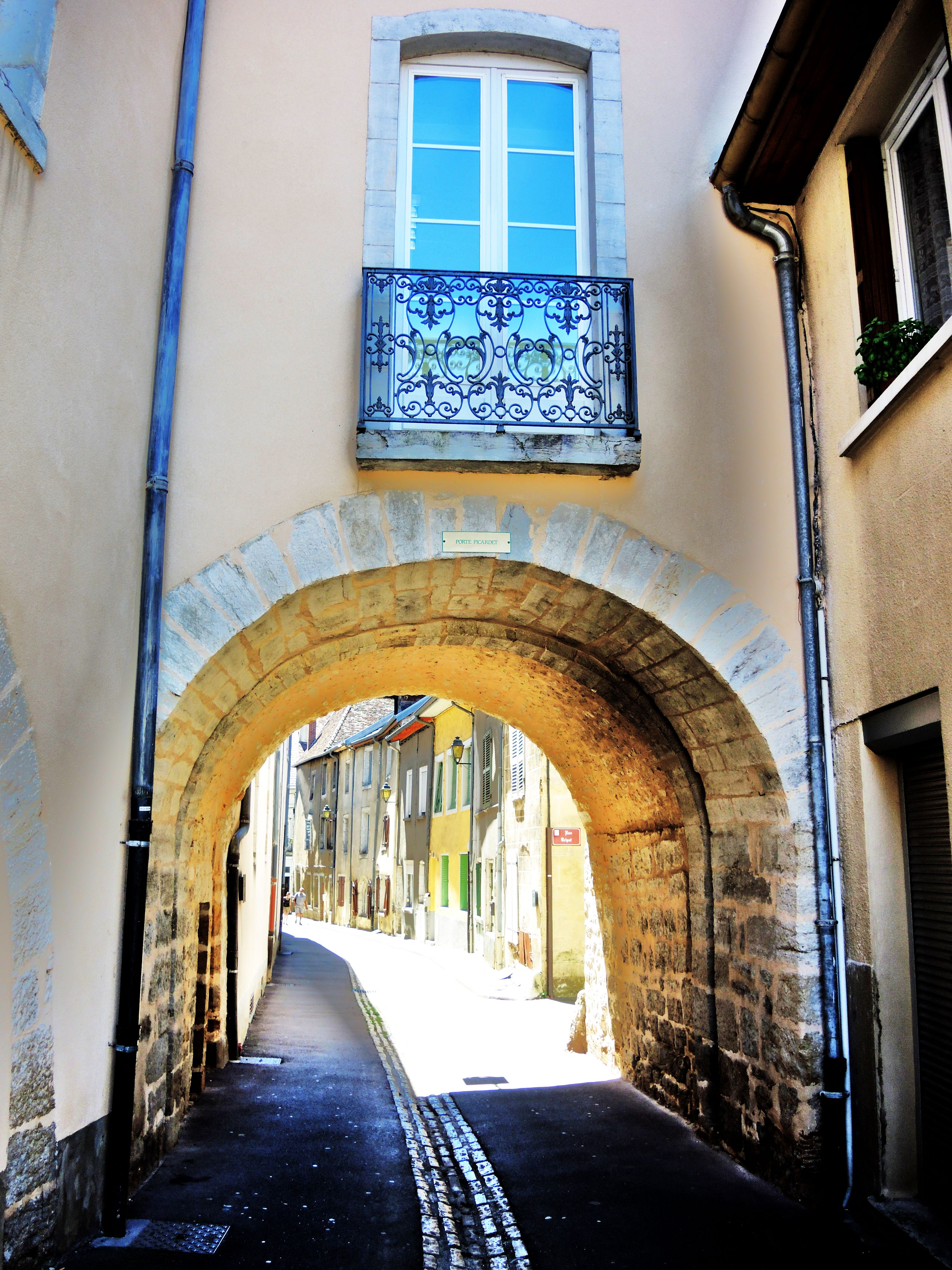
皮卡尔代城门
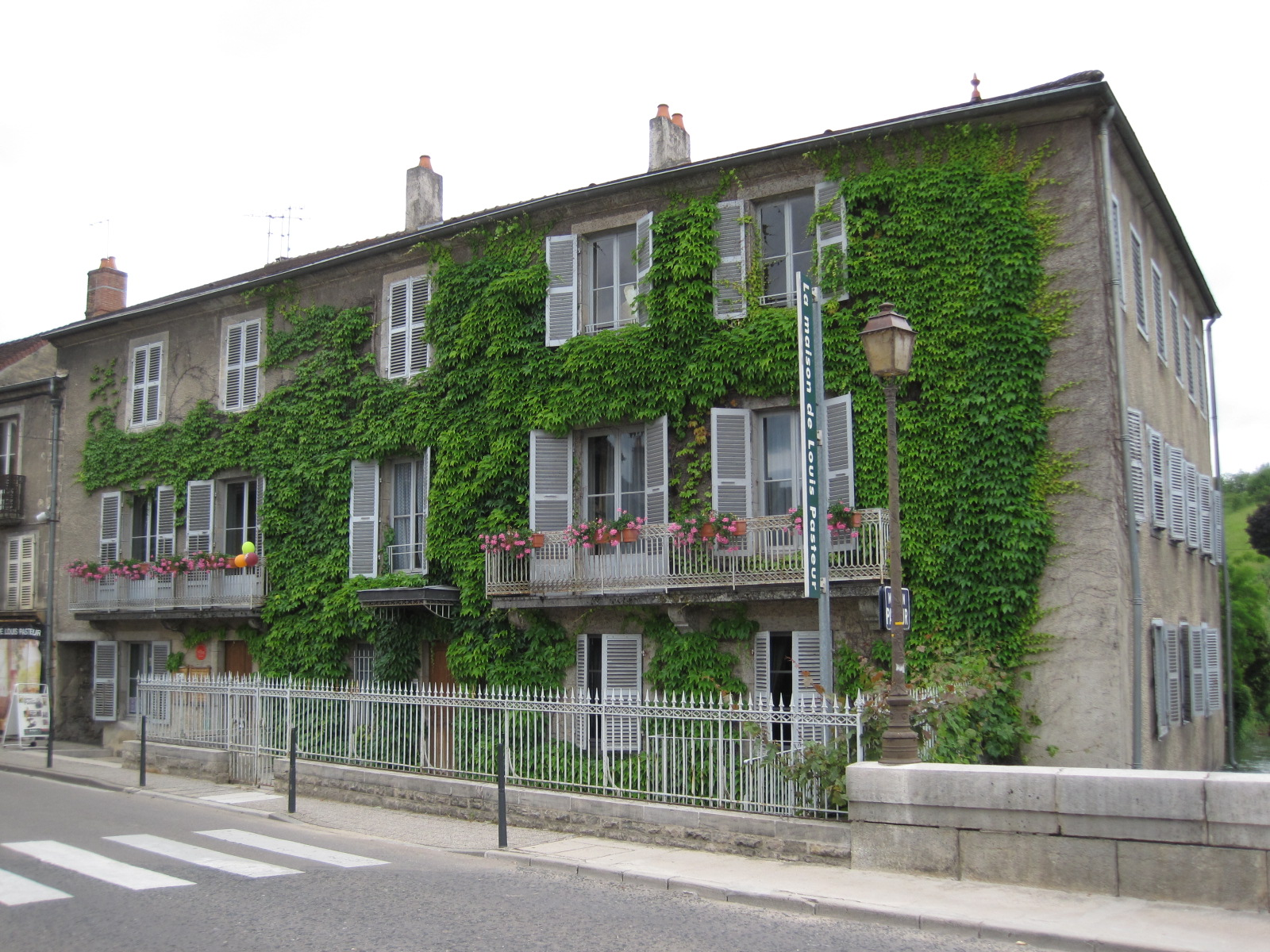
路易·巴斯德旧居

### 旅游
阿尔布瓦的旅游事务由其所属的阿尔布瓦-波利尼-萨兰汝拉之心市镇公共社区联合各级政府协调负责。2024年，阿尔布瓦境内共有4家酒店共计74间房间；另有1个露营地，可容纳共94辆露营车。

### 媒体
法国主要的媒体均可在阿尔布瓦接收，法国电视三台下属的勃艮第-弗朗什-孔泰大区频道在部分时段播出阿尔布瓦所在汝拉省的地方新闻。《汝拉之声》、蓝色法兰西贝桑松广播、天主教法语区广播汝拉省分台等是当地主要的地方性媒体。

## 相关人物
法国画家奥古斯特·普安特兰、拿破仑帝国将军雅克-安托万-阿德里安·德洛尔和法国足球运动员让-吕克·吕蒂出生于阿尔布瓦。

## 友好城市
截至2024年10月，阿尔布瓦共与两座城市建立了友好城市关系：
- 德国 豪萨赫（1974年）
- 布吉納法索 Douroula（1988年）